# Brankovský vodopád
Brankovský vodopád je strukturně geologický vodopád na západním okraji Nízkých Tater, v Revúcké dolině. S výškou 55 metrů je nejvyšším vodopádem v Nízkých Tatrách a třetím nejvyšším na Slovensku. Vodopád vznikl přepadem horského potoka přes vápencovou skalní hranu. Jeho přítok je relativně stabilní, přibližně 3 l/s. Vodnatost toku je však ovlivněná výdatností srážek v jednotlivých ročních obdobích. Povrch skalní stěny vodopádu je mírně členitý, což vytváří mnoho menších plošinek (tzv. polic) a kaskád.
Brankovský vodopád je chráněn jako národní přírodní památka. Nachází se v katastrálním území města Ružomberok v okrese Ružomberok v Žilinském kraji. Území bylo vyhlášeno v roce 1980. Předmětem ochrany je vápencová skalní hrana s vodopádem.